# 牛込成城幼稚園
牛込成城幼稚園（うしごめせいじょうようちえん）は、東京都新宿区原町三丁目にある私立幼稚園。学校法人成城学校が運営している。

## 概要
牛込成城幼稚園は1955年に成城学校の創立70記念事業として開園した。
成城中学校・高等学校に併設されている。成城中学校・高等学校にある設備を利用したり、成城中学校・高等学校に勤務している講師が園児に対して授業をしたりするなど、牛込成城幼稚園との結びつきは強い。

## 沿革
- 1885年 - 日高藤吉郎らが「文武講習館」を創設する。
- 1886年 - 成城学校に改称。
- 1955年 - 牛込成城幼稚園を開園する。

## アクセス
- 都営地下鉄大江戸線牛込柳町駅 徒歩1分